# John Leyton
John Dudley Leyton (Frinton-on-Sea, Essex, 17 de febrero de 1936) es un actor y cantante inglés. Como cantante es muy conocido por su canción, "Johnny Remember Me" (escrita por Geoff Goddard y producida por Joe Meek), con la que logró el puesto número 1 en el Reino Unido en agosto de 1961 a pesar de haber sido prohibida por la BBC por sus referencias de muerte. Su segundo sencillo "Wild Wind", alcanzó el Número 2 en los rankings.
Mientras se seguía dedicando al canto, Leyton inició su carrera como actor televisivo y en películas durante los años 1960. Entre sus películas se hallan: La gran evasión, Pistolas en Batasi, Von Ryan's Express y Krakatoa, East of Java. En 2009 también tiene una pequeña participación en la película Telstar, una biografía basada en la vida de Joe Meek en la que el mismo Leyton fue retratado por Callum Dixon.

## Carrera
Leyton fue a la Escuela Highgate y después de completar su servicio militar, estudió teatro, pagando sus estudios con actuaciones en películas y a través de personajes de televisión. Su primer papel importante fue el personaje de Ginger en 1960 para la televisión de Granada, adaptación de Biggles. Esto le hizo ganar un gran número de seguidores mujeres jóvenes que formaron un club de fanes.

### Cantante-actor
Siguiendo el éxito de Biggles, Leyton fue persuadido por su director, Robert Stigwood, para la audición como cantante del productor Joe Meek, y posteriormente grabó una versión de ""Tell Laura I Love Her", la cual estuvo calificada en la etiqueta de Rango Superior. Sin embargo, EMI ya había lanzado a Ricky Valance con una versión de la misma canción. La versión de Leyton fue retirada de la venta, mientras que la de Valance alcanzó el puesto 1 en el ranking de Reino Unido.
Un segundo sencillo, "La chica del piso de arriba", no fue un éxito.